# Abu-l-Qàssim Muhàmmad ibn Abbad
Abu-l-Qàssim Muhàmmad ibn Abbad (àrab: أبو القاسم محمد بن عباد, Abū l-Qāsim Muḥammad ibn ʿAbbād), més conegut com a Ibn Abbad, fou emir de Sevilla de la dinastia abbadita, d'una noble família sevillana d'origen àrab, de la tribu dels Banu Lakhm (els antics lakhmides d'Hira).
Era cadi de Sevilla i va organitzar la defensa de la ciutat contra els amazics; va assolir el govern de la ciutat el 1023 però sota la nominal direcció suprema del califa hammudita Yahya I ibn Alí, però al cap de poc va refusar el reconeixement dels seus successors al-Qàssim ibn Hammud (1023), Abd-ar-Rahman V (1023-1024) i Muhàmmad III al-Mustakfí (1024-1025) i va governar sota un suposat Hixam II, un impostor que va fer passar pel califa ja mort, ficció que es va mantenir fins al 1059.
Va morir el 1042 i el va succeir el seu fill Abbad ibn Muhàmmad al-Mútadid.